# حجر القمر (رواية)
حجر القمر (بالإنجليزية: The Moonstone) هي رواية رسائلية بريطانية بقلم ويلكي كولينز نشرت عام 1868، وتعتبر عموما أول رواية بوليسية في اللغة الإنجليزية. ونشرت أولا بشكل سلسلة في مجلة تشارلز ديكنز على مدار العام. وتعتبر هذه الرواية مع رواية ذات الرداء الأبيض أفضل روايات ويلكي كولينز. وبالإضافة إلى ابتداع العديد من القواعد الأساسية للرواية البوليسية، فقد عكست الرواية أيضا المواقف الاجتماعية المتنورة لكولينز في معاملته للخدم في الرواية. اقتبس كولينز روايته بشكل مسرحية عام 1877، ولكن العرض لم يستمر إلا لشهرين فقط.

## أصل التسمية
حجر القمر في العنوان هو ماسة (يجب عدم الخلط بينه وبين جوهرة حجر القمر شبه الكريمة). اكتسبت اسمها من ارتباطها بإله القمر الهندوسي شاندرا. إنه محمي من قبل ثلاثة أوصياء وراثيين بأوامر من فيشنو، ويتضاءل ويزداد في التألق مع ضوء القمر.

## نبذة عن القصة
رايتشل فيريندر، شابة إنجليزية ترث ماسة هندية كبيرة في عيد ميلادها الثامن عشر. إنه إرث من عمها الضابط البريطاني الفاسد الذي خدم في الهند. الماسة لها أهمية دينية كبيرة وقيمة للغاية، وقد كرس ثلاثة كهنة هندوس حياتهم لاستعادتها. تتضمن القصة عناصر من الأصول الأسطورية لألماس الأمل (أو ربما أورلوف دايموند أو ألماسة كوه إي نور). يتم الاحتفال بعيد ميلاد رايتشل الثامن عشر بحفل كبير يضم الضيوف ابن عمها فرانكلين بليك. كانت ترتدي حجر القمر على فستانها في ذلك المساء ليراها الجميع، بما في ذلك بعض المشعوذون الهنود الذين اتصلوا بالمنزل. في وقت لاحق من تلك الليلة، سُرقت الماسة من غرفة نوم رايتشل، وتبع ذلك فترة من الاضطراب والتعاسة وسوء الفهم وسوء الحظ. تروي الحبكة المعقدة سلسلة من الروايات من بعض الشخصيات الرئيسية، وتتتبع الجهود اللاحقة لشرح السرقة، والتعرف على اللص، وتتبع الحجر واستعادته.

## ملخص الحبكة

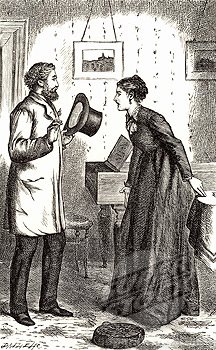
راشيل فيريندر تواجه فرانكلين بليك بشأن حجر القمر.

الكولونيل هيرنكاسل، جندي سابق كريه، أحضر معه حجر القمر من الهند حيث حصل عليه بالسرقة والقتل أثناء حصار سيرينغاباتام. غاضبًا من عائلته، الذين يتجنبونه، يتركها في وصيته كهدية عيد ميلاد لابنة أخته رايتشل، مما يعرضها للهجوم من قبل الأوصياء على الحجر، الذين لن يتوقفوا عند أي شيء لاستعادته. ترتدي رايتشل الحجر في حفل عيد ميلادها، لكنه اختفى في تلك الليلة من غرفتها. الشك يحوم حول ثلاثة من المشعوذين الهنود الذين كانوا بالقرب من المنزل ؛ وعلى روزانا سبيرمان ، الخادمة التي تبدأ في التصرف بشكل غريب ثم تغرق نفسها في رمال محلية متحركة ؛ وعلى رايتشل نفسها، التي تتصرف أيضًا بشكل مريب وغضب فجأة مع فرانكلين بليك، الذي بدت معه سابقًا مفتونًا، عندما يوجه محاولات للعثور عليه. على الرغم من جهود الرقيب، المحقق الشهير كوف، تنتهي حفلة المنزل مع اللغز الذي لم يتم حله، ويتفرق الأبطال.
خلال العام التالي، كانت هناك تلميحات إلى أن الماسة أزيلت من المنزل وقد تكون في قبو بنك في لندن، بعد أن تم التعهد به كضمان لأحد المقرضين. لا يزال المشعوذون الهنود في الجوار يراقبون وينتظرون. يزداد حزن رايتشل وعزلتها، خاصة بعد وفاة والدتها، وقبلت أولاً ثم رفضت عرض زواج من ابن عمها غودفري أبلوايت، وهو فاعل خير كان حاضرًا أيضًا في عشاء عيد الميلاد والذي يمتلك والده البنك بالقرب من منزل عائلة رايتشل القديم. أخيرًا، يعود فرانكلين بليك من السفر إلى الخارج ويقرر حل اللغز. اكتشف أولاً أن سلوك روزانا سبيرمان كان بسبب وقوعها في حبه. وجدت دليلاً (لطخة طلاء على ثيابه الليلية) أقنعها بأنه اللص وأخفته لإنقاذه، مما أدى إلى إرباك أثر الأدلة وإثارة الشبهات على نفسها. في يأس من عدم قدرتها على جعله يتعرف عليها رغم كل ما فعلته من أجله ، قتلت نفسها ، تاركة وراءها عباءة ملطخة ورسالة لم يتلقها في ذلك الوقت بسبب مغادرته المتسرعة.
الآن يعتقد فرانكلين أن رايتشل تشتبه في قيامه بالسرقة بناءً على أدلة روزانا، يخطط لعقد اجتماع ويسألها. لدهشته أخبرته أنها رأته بالفعل يسرق الماسة وكانت تحمي سمعته على حسابها على الرغم من أنها تعتقد أنه لص ومنافق. على أمل استرداد نفسه، يعود إلى يوركشاير إلى مسرح الجريمة ويصادق مع مساعد السيد كاندي، السيد عزرا جينينغز. يجتمعون سويًا لمواصلة التحقيقات ويعلمون أن فرانكلين قد حصل سراً على المديح خلال ليلة الحفلة (من قبل الطبيب، السيد كاندي، الذي أراد الانتقام من فرانكلين لانتقاده الطب) ؛ يبدو أن هذا، بالإضافة إلى قلقه من رايتشل والماسة وغيرها من الانزعاج العصبي، جعله يأخذ الماسة في غيبوبة مخدرة، لينقله إلى مكان آمن. تؤكد إعادة تمثيل أحداث الأمسية هذا ، لكن كيف انتهى الأمر بالحجر في أحد بنوك لندن لا يزال لغزًا تم حله بعد عام واحد فقط من حفلة عيد الميلاد عندما تم استبدال الحجر. يتتبع فرانكلين وحلفاؤه المدعي إلى نزل غير طبيعي بجانب الماء، فقط ليكتشفوا أن الهنود قد وصلوا إلى هناك أولاً: مات المدعي واختفى الحجر. تحت قناع الرجل الميت ليس سوى غودفري ابلوايت، الذي وجد أنه اختلس محتويات صندوق ائتماني تحت رعايته وكان يواجه الانكشاف بعد فترة وجيزة من حفلة عيد الميلاد. تم حل لغز ما فعله بليك أثناء وجوده في حالة التخدير: لقد واجه أبلوايت في الممر خارج غرفة رايتشل وأعطاه حجر القمر لإعادته إلى بنك والده، والذي تم سحبه منه صباح يوم الحفلة لرايتشل. بعد أن رأى ابلوايت خلاصه ، وضع الحجر في جيبه بدلاً من ذلك ، وتعهد به كضمان لقرض لإنقاذ نفسه مؤقتًا من الإفلاس. عندما قُتل ، كان في طريقه إلى أمستردام لقطع الحجر ؛ كان من الممكن بعد ذلك بيعها لتجديد الصندوق الائتماني المنهوب قبل أن يرث المستفيد.
تم حل اللغز، وتزوجت رايتشل وفرانكلين، وفي خاتمة من السيد مورثويت، وهو مغامر مشهور، يتعلم القارئ عن استعادة حجر القمر إلى المكان الذي يجب أن يكون فيه، في جبهة تمثال الإله في الهند.

## الشخصيات
- رايتشل فيريندر
- السيدة فيريندر - والدتها، أرملة ثرية، مكرسة حياتها لابنتها
- العقيد هيرنكاسل - شقيق السيدة فيريندر، المشتبه في ارتكابه أفعال شريرة في الهند ؛ حصل على حجر القمر بوسائل غير مشروعة (القتل والسرقة)
- غابرييل بيتريدج - رجل جليل، الخادم الرئيسي لعائلة فيريندر، الراوي الأول
- بينيلوبي بيتريدج - ابنة غابرييل، وهي أيضًا خادمة في المنزل
- روزانا سبيرمان - خادمة المنزل الثانية، كانت في الإصلاحية بتهمة السرقة، مشتبه فيها بسرقة الماسة
- دروسيلا كلاك - ابن عم فقير لرايتشل فيريندر، متدخل كريه و منافق، الراوي الثاني
- فرانكلين بليك - مغامر، وهو أيضًا ابن عم وخطيب رايتشل
- غودفري ابلوايت - فاعل خير، وابن عم آخر وخاطب من رايتشل
- السيد بروف - محامي العائلة، الراوي الثالث
- الرقيب كوف - مخبر مشهور و يميل للورود
- الدكتور كاندي - طبيب الأسرة، يفقد القدرة على التحدث بشكل متماسك بعد التعافي من الحمى
- عزرا جينينغز - مساعد الدكتور كاندي الذي لا يحظى بشعبية وغريب المظهر، يعاني من مرض عضال ويستخدم الأفيون للسيطرة على الألم، الراوي الرابع
- السيد مورثويت - مغامر شهير سافر كثيرًا للهند ؛ يقدم الخاتمة للقصة
- المشعوذون الهنود - ثلاثة براهمين هندوس مقنعين مصممون على استعادة الماسة.

## الأهمية الأدبية
يعتبر البعض الكتاب مقدمة لرواية الغموض الحديثة ورواية التشويق. وصفها تي إس إليوت بأنها «أول وأطول وأفضل الروايات البوليسية الإنجليزية الحديثة من نوع اخترعها كولينز وليس بو»، وأشادت بها دوروثي سايرز «ربما تكون أفضل قصة بوليسية تمت كتابتها على الإطلاق». تشيسترتون في العصر الفيكتوري في الأدب يسميها «ربما أفضل قصة بوليسية في العالم». نُشرت في عام 1868، بعد ألغاز القصة القصيرة لبو «جرائم شارع مورغ» (1841) (التي قدمت نموذج الغرفة المغلقة الشهير)، و«لغز ماري روجيت» (1842) و«الرسالة المسروقة» (1845). تُظهر الحبكة أيضًا بعض أوجه التشابه مع The Hermitage (1839)، وهي قصة قتل غامضة سابقة للروائية الإنجليزية سارة بورني: على سبيل المثال، عودة رفيقة الطفولة، والرمزية الجنسية لفض البكارة المتضمنة في الجريمة، وردود فعل البطلة شبه الجامدة لها. ومع ذلك، قدم حجر القمر عددًا من العناصر التي أصبحت سمات كلاسيكية للقصة البوليسية في القرن العشرين في شكل جديد، على عكس شكل القصة القصيرة لبو. وتشمل هذه:
- سرقة منزل ريفي إنجليزي
- «وظيفة داخلية»
- الرنجة الحمراء
- محقق محترف ماهر ومشهور
- شرطة محلية فاشلة
- استفسارات المباحث
- عدد كبير من المشتبه بهم كذباً
- «الأقل احتمالاً للأشتباه به»
- إعادة بناء الجريمة
- تطور أخير في الحبكة

فرانكلين بليك، الهاوي الموهوب، هو مثال مبكر على المحقق النبيل و الرقيب ذو الكفاءة العالية، الشرطي الذي تم استدعاؤه من سكوتلاند يارد (الذي استنده كولينز إلى المفتش الواقعي جوناثان ويتشر الذي حل جريمة القتل التي ارتكبها كونستانس كينت)، ليس عضوًا في طبقة النبلاء وغير قادر على كسر تحفظ رايتشل فيريندر حول ما يعرفه كوف هو عمل داخلي. حجر القمر تم وصفه أيضًا بأنه ربما يكون أقدم إجراء للشرطة، بسبب تصوير كوف. يظهر الاختلاف الاجتماعي بين محققي كولينز الاثنين من خلال علاقاتهما مع عائلة فيريندر: الرقيب كيف يصادق غابرييل بيتريدج، مضيفة ليدي فيريندر (الخادمة الرئيسية)، بينما تزوج فرانكلين بليك ابنتها رايتشل في النهاية.
اقترح عدد من النقاد أن تشارلز فيليكس (اسم مستعار لتشارلز وارن آدامز)، في كتابه لغز نوتنج هيل (1862–1863)، استخدم لأول مرة التقنيات التي جاءت لتعريف هذا النوع من القصص.
تمثل رواية حجر القمر انتقام كولينز الكامل الوحيد لطريقة «السرد المتعدد» الشائعة التي استخدمها سابقًا لإحداث تأثير كبير في رواية ذات الرداء الأبيض. تقدم المقاطع التي كتبها غابرييل بيتريدج (مضيفة على أسرة فيريندر) وملكة جمال كلاك (قرابة فقيرة ودينية) كلاً من الفكاهة والشفقة من خلال تناقضهما مع شهادة الرواة الآخرين، وفي نفس الوقت بناء حبكة الرواية وتعزيزها.
كانت إحدى السمات التي جعلت حجر القمر ناجحًا هو التصوير المثير لإدمان الأفيون. دون علم قرائه، كان كولينز يكتب من تجربة شخصية. في سنواته الأخيرة، أصبح كولينز مدمنًا بشدة على اللودانوم، ونتيجة لذلك عانى من أوهام بجنون العظمة، وأبرزها اقتناعه بأنه كان يرافقه دائمًا شبيهًا أطلق عليه لقب «الشبح ويلكي».
كانت الرواية آخر نجاح عظيم لكولينز، حيث جاءت في نهاية فترة إنتاجية غير عادية أصبحت فيها أربع روايات متتالية من أكثر الروايات مبيعًا. بعد رواية حجر القمر كتب كولينز روايات تحتوي على المزيد من التعليقات الاجتماعية العلنية التي لم تحقق نفس النجاح.
رواية خيالية للغاية عن حياة كولينز أثناء كتابته حجر القمر تشكل جزءًا كبيرًا من حبكة رواية دان سيمونز Drood (2009).

## روابط خارجية
- حجر القمر على موقع الموسوعة البريطانية (الإنجليزية)